# Caselle (Altivole)
Caselle è una frazione del comune di Altivole, in provincia di Treviso.

## Geografia fisica
Il paese dista 1,7 km dal comune di Altivole, 19 km da Bassano del Grappa e 23 km da Treviso.

## Storia[2]
Caselle sembra essere esistito già in epoca paleoveneta, sono state trovate nel territorio attorno al paese delle fibule di bronzo, tipiche di quella cultura.
Certamente esisteva in epoca romana, come testimoniano le attuali strade che seguono ancora la centuriazione romana ed il tipico reticolato.
(Dall’opera “Treviso e le sue Pievi” di Mons. Carlo Agnoletti) Probabilmente il nome Caselle, deriva, nella sua etimologia, dall’esistenza in questa località di piccole case di pastori, posti sotto la protezione di San Michele Arcangelo. Nel 1335 gli abitanti erano 320, nel 1598 si contavano 500 abitanti che nell'anno 1724 arrivarono al numero di 590.
Sembra che la Prebenda sia stata costituita dal Vescovo nell’anno 1346.
Vi sono delle note dalle quali risulta che a Caselle, già nel 1554 si pagava puntualmente il quartese.
Gli abitanti ebbero sempre grande devozione verso Sant'Apollonia in onore della quale eressero anche un altare in chiesa (nel 1520 furono fatti molti lavori di adeguamento e arricchimento) e verso San Spiridione che nel 1716 fu scelto come contitolare dopo numerose grandinate devastatrici. Antica e fiorente era la Confraternita del Santissimo Sacramento, della quale esistono note fin dal 1540.
Nel 1605 il rettore della Chiesa ebbe il nome di arciprete.
Dal 1399 nel territorio giunsero i veneziani, i quali rinnovarono l'amministrazione locale, includendo Caselle nella podesteria di Asolo.
Nel 1796 l'esercito francese di Napoleone Bonaparte invase il Veneto. Le terre della Serenissima, ormai in declino, diventarono campo di battaglia.
Il 20 maggio 1797 venne istituita a Treviso una municipalità provvisoria. Il 18 luglio dello stesso anno, venne decretato un plebiscito per l'annessione del Veneto alla Repubblica Cisalpina; Altivole, Caselle e San Vito si astennero dal voto, giustificando l'atto con la motivazione: "l'attuale Governo è provvisorio e non stabile".

## Monumenti e luoghi d'interesse

### Chiesa Arcipretale

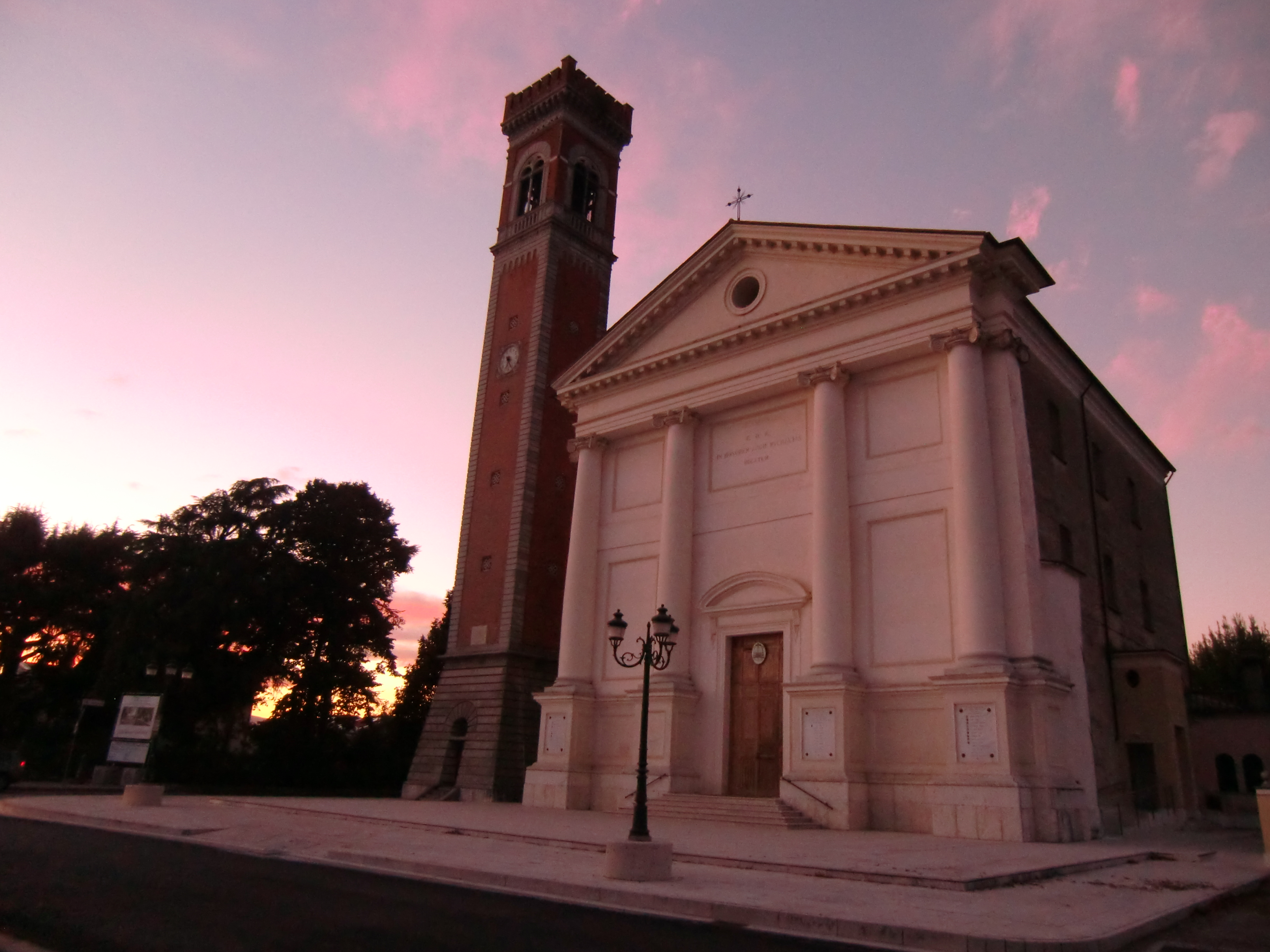
Esterno

La chiesa arcipretale di San Michele Arcangelo venne costruita tra il 1757 e il 1853 su progetto di Francesco Maria Preti. In stile neoclassico, presenta un'unica navata; alla sua sinistra si eleva la torre campanaria, con un concerto di 5 campane. Sulla cantoria in controfacciata, l'organo a canne, costruito nel 1758 da Antonio Barbini.